# Stazione di Solagna
Stazione di Solagna vasútállomás Olaszországban, Veneto régióban, Solagna településen.

## Vasútvonalak
Az állomást az alábbi vasútvonalak érintik:
- Trento–Velence-vasútvonal

## Kapcsolódó állomások
A vasútállomáshoz az alábbi állomások vannak a legközelebb: 
- Stazione di Pove del Grappa-Campese
- Stazione di San Nazario